# Volta Mantovana
Volta Mantovana és un municipi situat al territori de la província de Màntua, a la regió de la Llombardia (Itàlia). Volta Mantovana limita amb els municipis de Cavriana, Guidizzolo, Goito, Marmirolo, Monzambano i Valeggio sul Mincio. Pertanyen al municipi les frazioni de Cereta, Castelgrimaldo, Foresto i Ferri-Falzoni.Segons la classificació sísmica, el municipi pertany a la zona 3 (sismicitat mitjana-baixa).

## Galeria

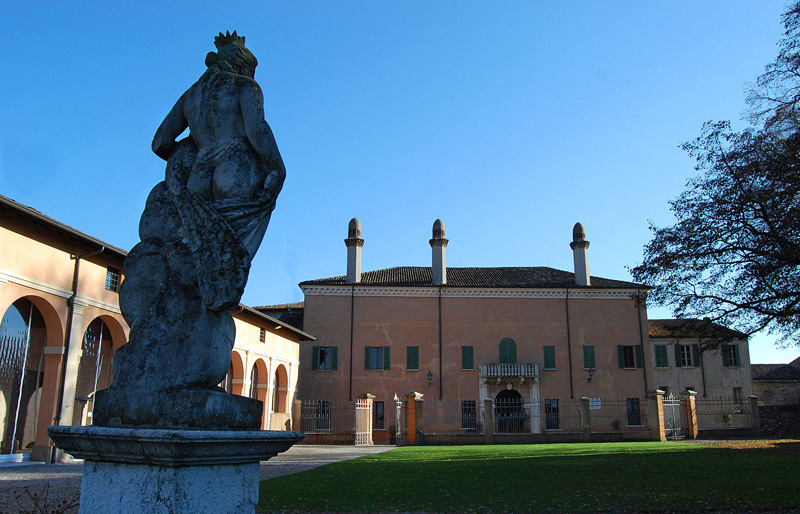
Palau Gonzaga
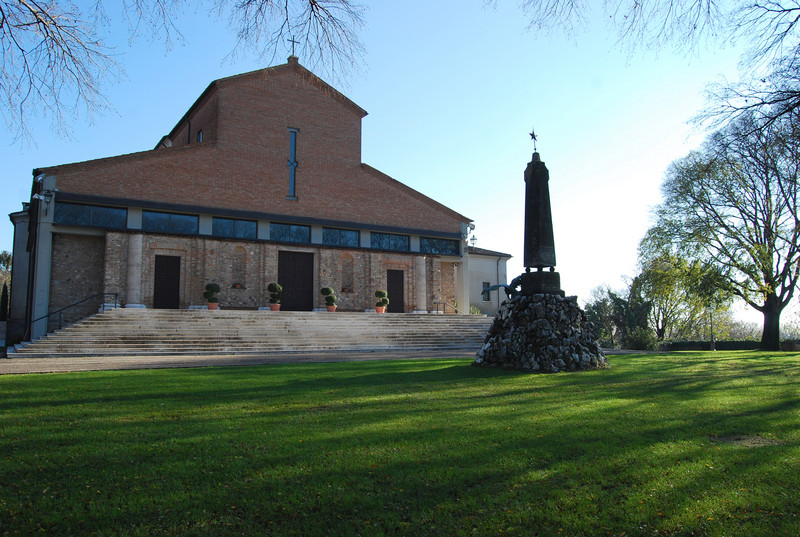
Església parroquial